# Sur Occidente (Barranquilla)
Sur Occidente es una de las cinco localidades en que se encuentra dividida administrativa y políticamente la ciudad colombiana de Barranquilla.

## Ubicación
Se encuentra ubicada dentro de los siguientes límites: al norte con la carrera 38, al suroriente con la acera occidental de la carretera de la Cordialidad. Al oriente con la acera occidental de la calle Murillo y al suroccidente con los límites del municipio de Galapa, incluyendo zonas de expansión urbana, rural y el centro poblado de Juan Mina.

## División político-administrativa
La localidad cuenta con 65 barrios, es administrada por un alcalde local y una Junta Administradora Local integrada por quince (15) ediles.Además, del centro poblado Juan Mina.

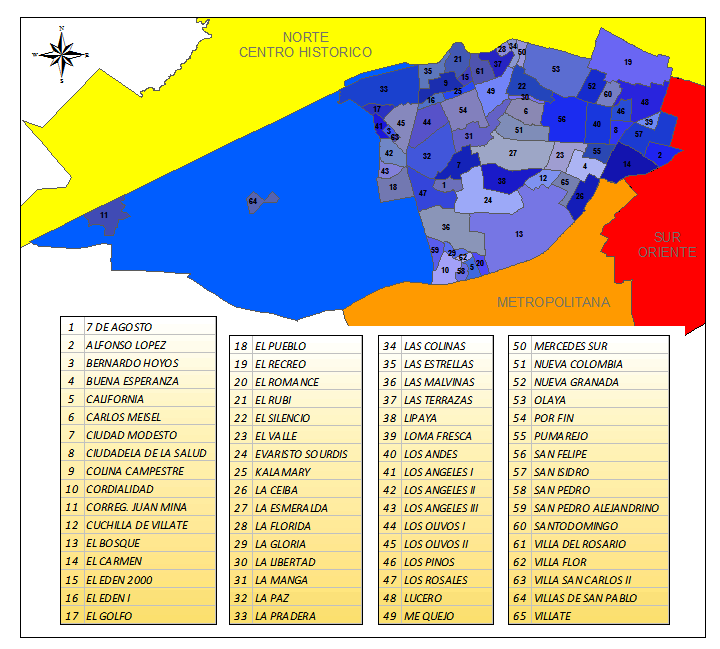
Mapa de barrios de Suroccidente

Los barrios que conforman la localidad son: